# Perfumeria Pijuan
La Perfumeria Pijuan és una obra de Valls (Alt Camp) inclosa a l'Inventari del Patrimoni Arquitectònic de Catalunya.

## Descripció
Edifici que fa cantonada amb la Costa de la Peixateria, amb baixos comercials i quatre plantes d'habitatges.
A la planta baixa i als dos carrers, hi ha obertures que estàn emmarcades per arcs de mig punt. Del primer pis, cal destacar la balcona amb dues obertures i forà volada.
Per tota l'alçada de la façana, hi ha una sèrie d'obetures, balcons a la segona i tercera plantes, amb dos tipus de voladis i finestres a la darrera planta.
En general, es tracta d'un edifici simètric, amb una composició equilibrada ique data dels inicis del segle xx.
La façana la remata una cornisa motllurada simple.